# تعرفة سموت - هاولي
قانون التعرفة الجمركية لعام 1930 (المعروف باسم تعرفة سموت – هاولي أو تعرفة هاولي - سموت)، كان قانونًا نفذ سياسات التجارة الحمائية في الولايات المتحدة. برعاية السناتور ريد سموت ‏ والنائب ويليس ك. هاولي، والذي وقعه الرئيس هربرت هوفر في 17 يونيو 1930. رفع القانون الرسوم الجمركية الأمريكية على أكثر من 20000 سلعة مستوردة.
كانت التعريفات الجمركية بموجب القانون، باستثناء الواردات المعفاة من الرسوم الجمركية، ثاني أعلى تعريفات في تاريخ الولايات المتحدة، ولم يتجاوزها سوى التعريفة الجمركية لعام 1828. كان القانون والتعريفات الجمركية التي فرضها شركاء أمريكا التجاريون للانتقام من العوامل الرئيسية لتقليص الصادرات والواردات الأمريكية بنسبة 67٪ خلال فترة الكساد. لدى الاقتصاديين والمؤرخين الاقتصاديين وجهة نظر إجماع على أن فرض تعرفة سموت - هاولي زاد من سوء آثار الكساد الكبير.